# Forcalquierské hrabství

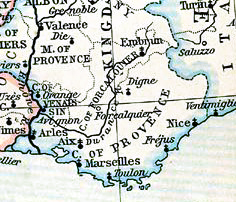
Mapa Forcalquier, asi 1184

Forcalquierské hrabství bylo velké středověké hrabství v oblasti Provence v Arelatském království, které bylo tehdy součástí Svaté říše římské. Jméno dostalo podle pevnosti ve městě Forcalquier.

## Dějiny
Nejstarší zmínka o hradu ve Forcalquier pochází z roku 1044, kdy byl v držení provensálského hraběte Fulka Bertranda. Když Fulk v roce 1051 zemřel, jeho pozemky byly rozděleny mezi jeho syny Viléma Bertranda a Gotfrýda II. Někdy v 60. letech 11. století Forcalquier zdědila Vilémova dcera Adelaida, která byla první osobou, která byla titulována „forcalquierskou hraběnkou“. Provdala se za Ermengola IV. Urgellského a zemřela v roce 1129.
Hrabata z Toulouse si nárokovala titul marchio jako potomci Emy Provensálské, zatímco barcelonská hrabata si nárokovala Provence jako potomci Dulce I. V roce 1125 došlo k formálnímu rozdělení Provence na marku a hrabství, ale v roce 1131 rod Baux vyvolal sérii válek, ve kterých se přidal do boje o práva na Provensálské hrabství. Mezitím hrabství severně od řeky Durance přešlo na syna Adelaidy a Ermengola, Viléma III. On a jeho potomci, mladší větev urgellských hrabat, nadále vládli Forcalquieru až do konce století, kdy se Garsenda ze Sabranu provdala za Alfonse, syna Alfonse II. Aragonského a dědice Provensálského hrabství. Jejich sňatek v červenci 1193, Alfonsovo dědictví v roce 1196 a Garsendino v roce 1209 obě hrabství natrvalo spojily.

## Seznam hrabat
- Erb1110?–1129 Adelaida Forcalquierská
- 1110?–1129 Vilém I.

Erb

- 1129–1149 Guigues, spoluvládce s...
- 1129–1144 Bertrand I.
- 1144–1207 Bertrand II., spoluvládce s...
- 1144–1209 Vilém IV.
- 1209–1217/1220 Garsenda
- Připojeno k Provence Ramonem Berenguerem V.